# Jacques Cooper
Jacques Cooper (Chantilly, 23 januari 1931 – 16 april 2024), was een Frans industrieel ontwerper. Hij werd vooral bekend door zijn ontwerp voor de eerste TGV treinen van de SNCF. Cooper begon zijn carrière in de ontwerpstudio van Raymond Loewy. Vervolgens trad hij in dienst bij het Franse industriële conglomeraat Alstom, waar hij onder meer het prototype van de hogesnelheidstrein ontwierp, en vervolgens de daaruit voortvloeiende TGV 001 en de TGV Sud-Est- serie.

## Biografie
Jacques Cooper werd op 23 januari 1931 in Chantilly geboren in een familie van palfreniers. Zijn vader was van Britse afkomst, zijn moeder kwam uit de Sarthe. Hij bracht zijn jeugd door in Parijs. Hij was al op jonge leeftijd een fanatiek tekenaar. Hij volgde een ambachtschool, de École Boulle, en volgde daar de vakrichting meubelbouw en studeerde in 1951 af.
In 1953 kreeg hij via de école Boulle een baan bij het bureau van de Frans-Amerikaanse ontwerper Raymond Loewy. hij bleef daar tot 1957 en was onder meer verantwoordelijk voor de inrichting van winkels zoals BHV, Monoprix, en anderen). In 1957 ontwierp hij een stroomlijnkap voor een helikopter-prototype van het bedrijf Sud-Aviation. Dit was een ombouw van een  Alouette II  waarvan een exemplaar gebouwd is.

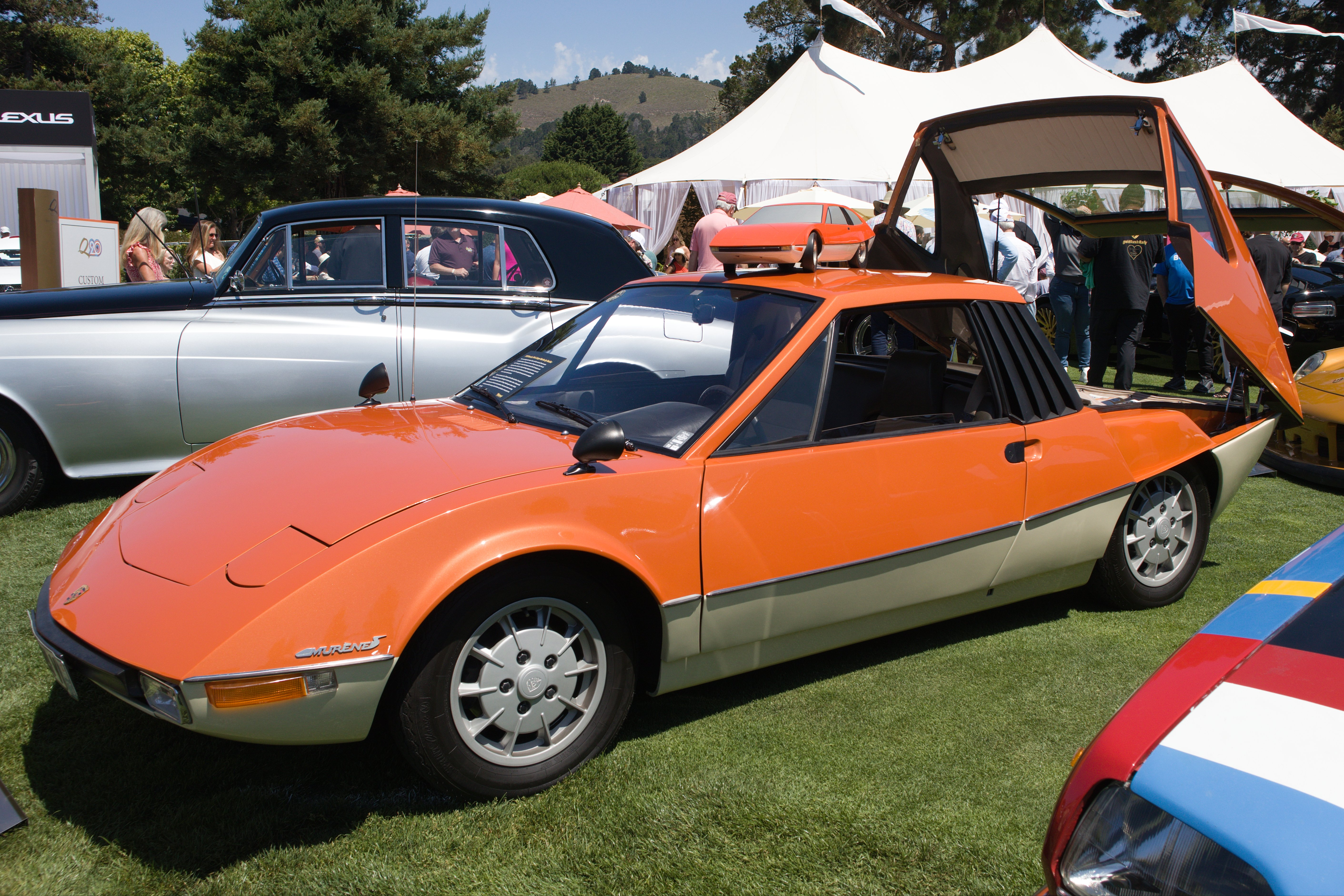
De Porsche 914 Murene

Daarna werkte hij voor witgoedbedrijven zoals General Motors - Frigidaire en Arthur Martin en daarnaast ook voor de automobielsector (Renault, Brissonneau en Lotz). Hij ontwierp onder meer voor Heuliez de Murène, een prototype op basis van een Porsche 914 met middenmotor. Eind jaren zestig begon hij te werken voor Brissonneau et Lotz, waar hij de opdracht kreeg voor Alsthom voor een  "een trein die er niet uitziet als een trein"  (Brissonneau et Lotz was destijds een onderaannemer van Alsthom). De eerste schetsen die hij maakte voor dit project dateren uit 1969. In 1972 verliet hij Brissonneau en vertrok naar Alsthom, waar hij de carrosserie en het interieur van de TGV 001- turbotrein ontwierp.
Voor de TGV Sud-Est lanceerde de SNCF in 1975 een ontwerpwedstrijd waar vier ontwerpbureaus aan meededen. Jacques Cooper nam deel als onderdeel van de MBD Design Group. De SNCF selecteerde daaruit twee projecten: die van het Design Program van Roger Tallon en die van de MBD Design Group. Schaalmodellen van de twee projecten werden op het Gare de Lyon aan het publiek voorgesteld voor een marktonderzoek onderzoek dat geen overtuigende resultaten opleverde. De directie van de SNCF besloot daarop het interieurontwerp van de PSE toe te vertrouwen aan de geselecteerde fabrikant, Alsthom. Jacques Cooper kreeg als "huisontwerper"  van Alstohom de verantwoordelijkheid voor het programma. Zijn ontwerp voor het exterieur werd onmiddellijk aangenomen, maar het interieurontwerp moest herhaaldelijk op verzoek van de SNCF aangepast worden, van de stoelen tot de deurklinken.
Het ontwerp van Jacques Cooper voor de TGV Atlantique werd in augustus 1986 afgewezen en het was uiteindelijk Roger Tallon die verantwoordelijk was voor de indeling van de treinen en de buitenkant van de wagons, waarbij Cooper het ontwerp van het exterieur van het treinstel kreeg toegebedeeld. Jacques Cooper vertrok uiteindelijk in Alsthom in 1987, voor wie hij overigens ook ontwerpen afleverde voor de metro van Santiago, en de metro van Caïro. Hij ontwierp eveneens de Chinese diesel ND4 en elektrische 8K-locomotieven.
Cooper overleed op 93-jarige leeftijd.

## Werken van Jacques Cooper

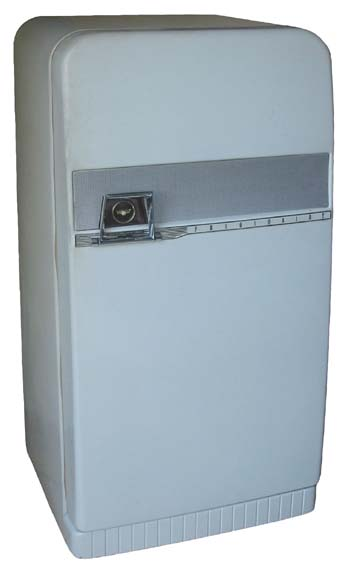
Koelkast voor Frigidaire.
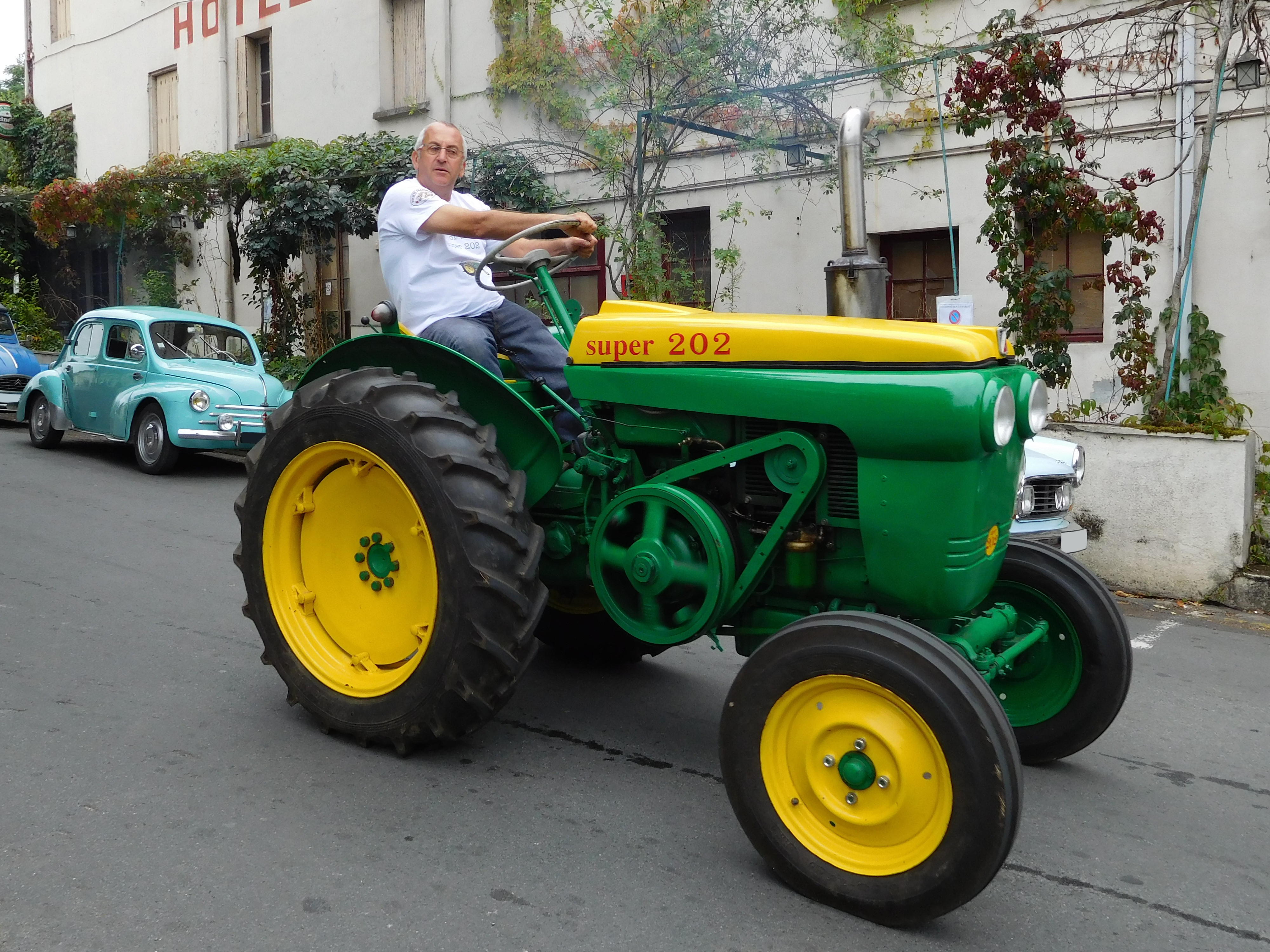
SFV Super 202-tractor.
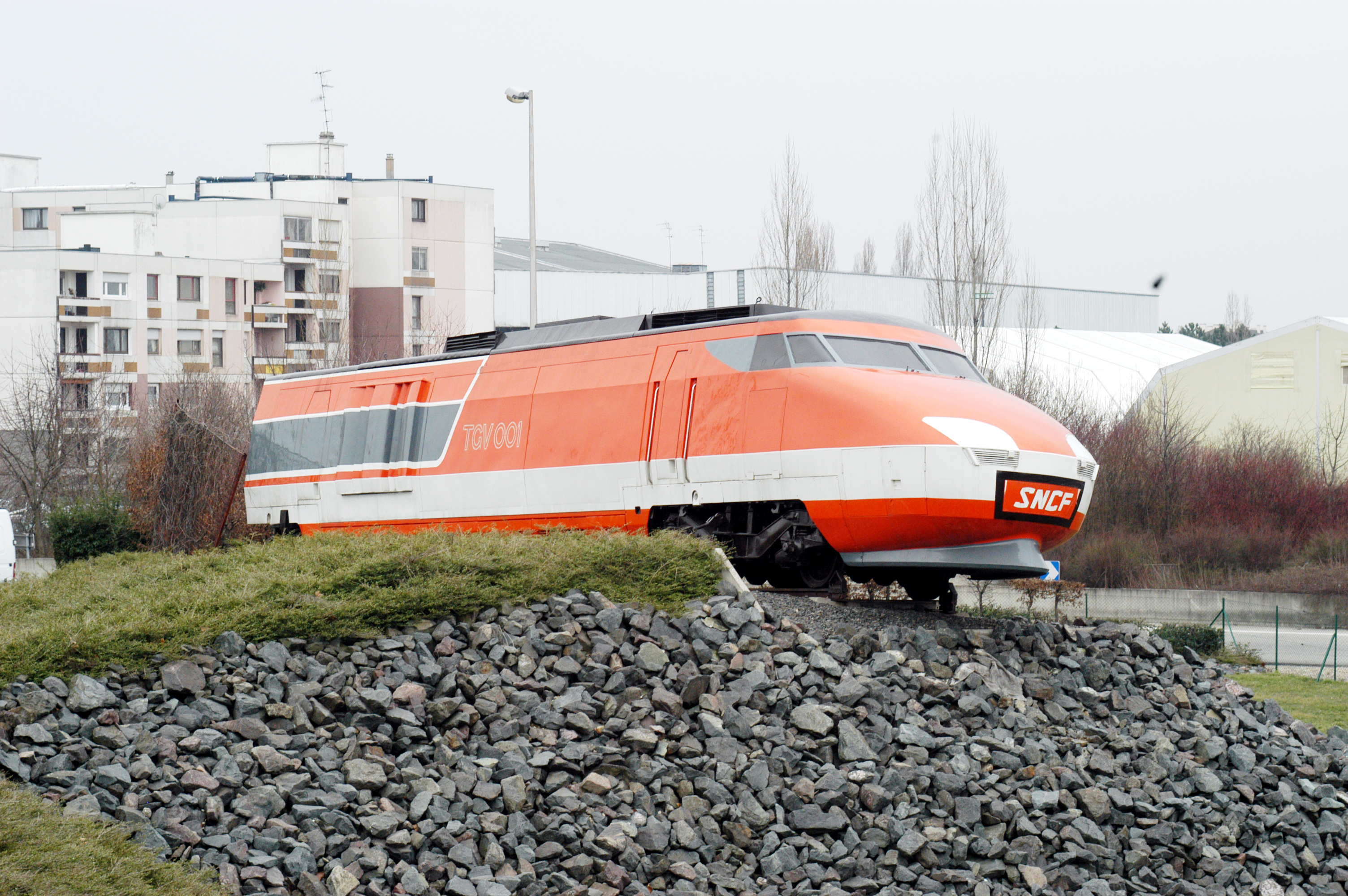
Motorwagen van deTGV001.
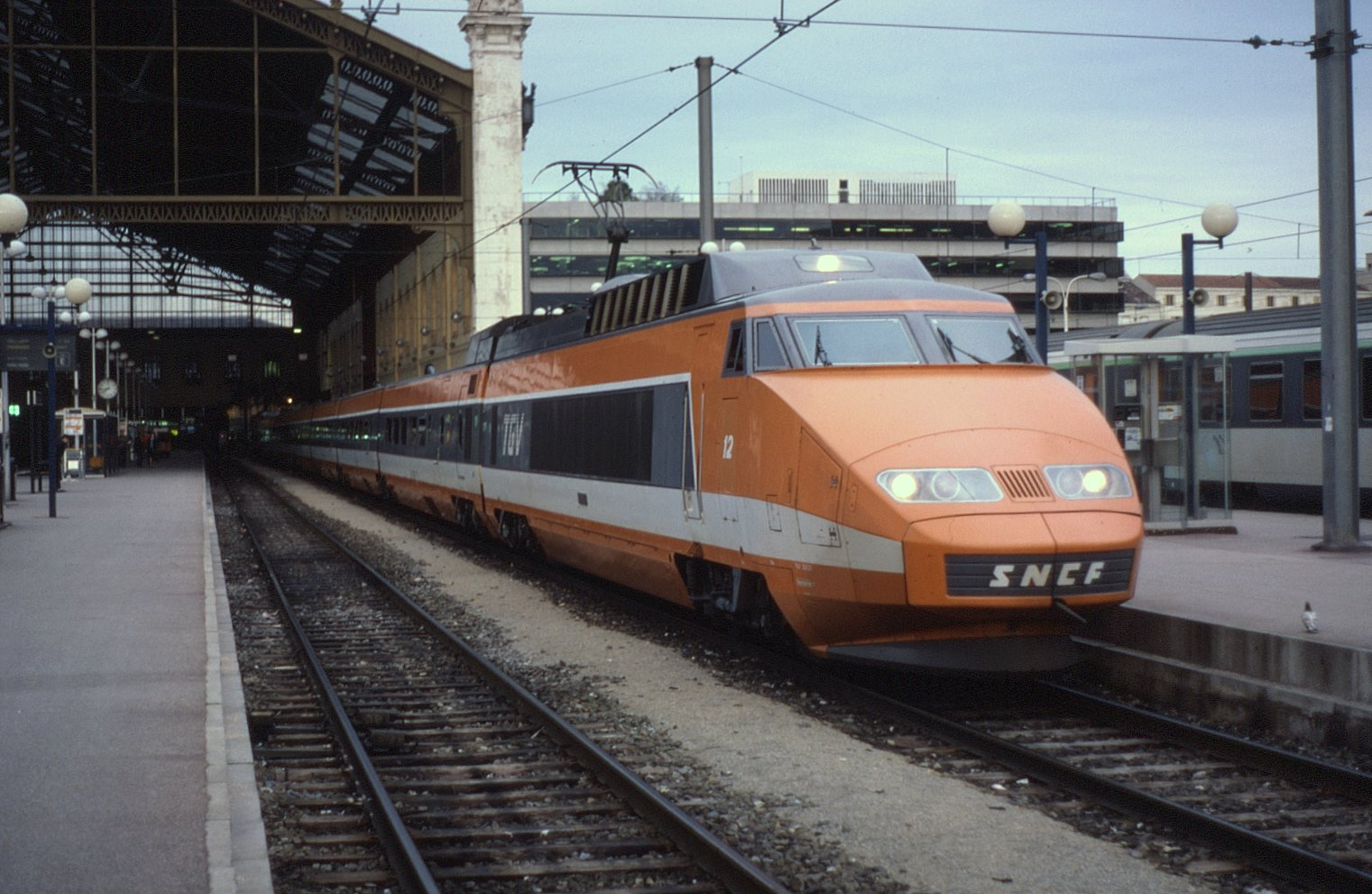
TGV Sud-Est trein.
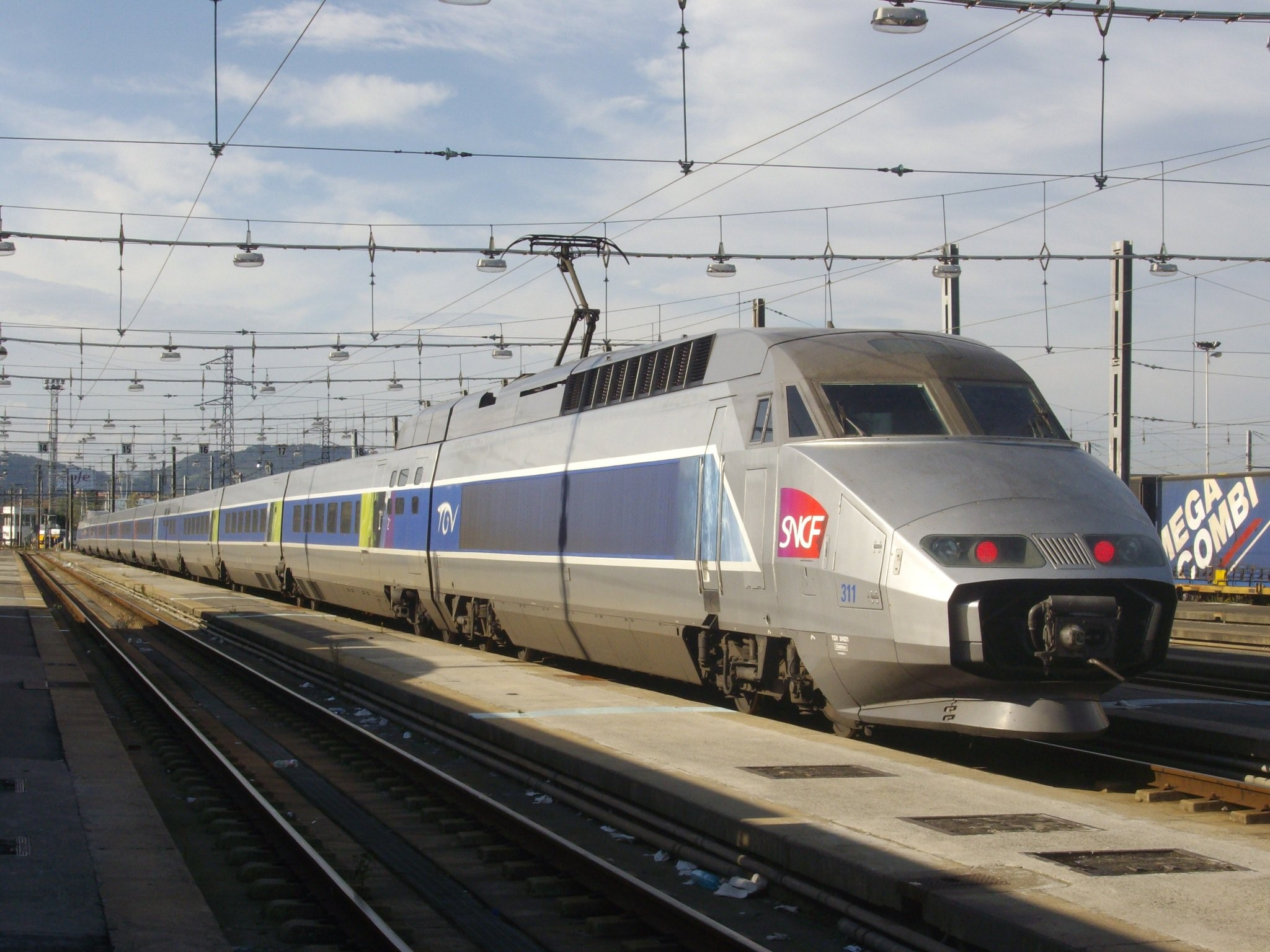
TGV Atlantique treinstel.
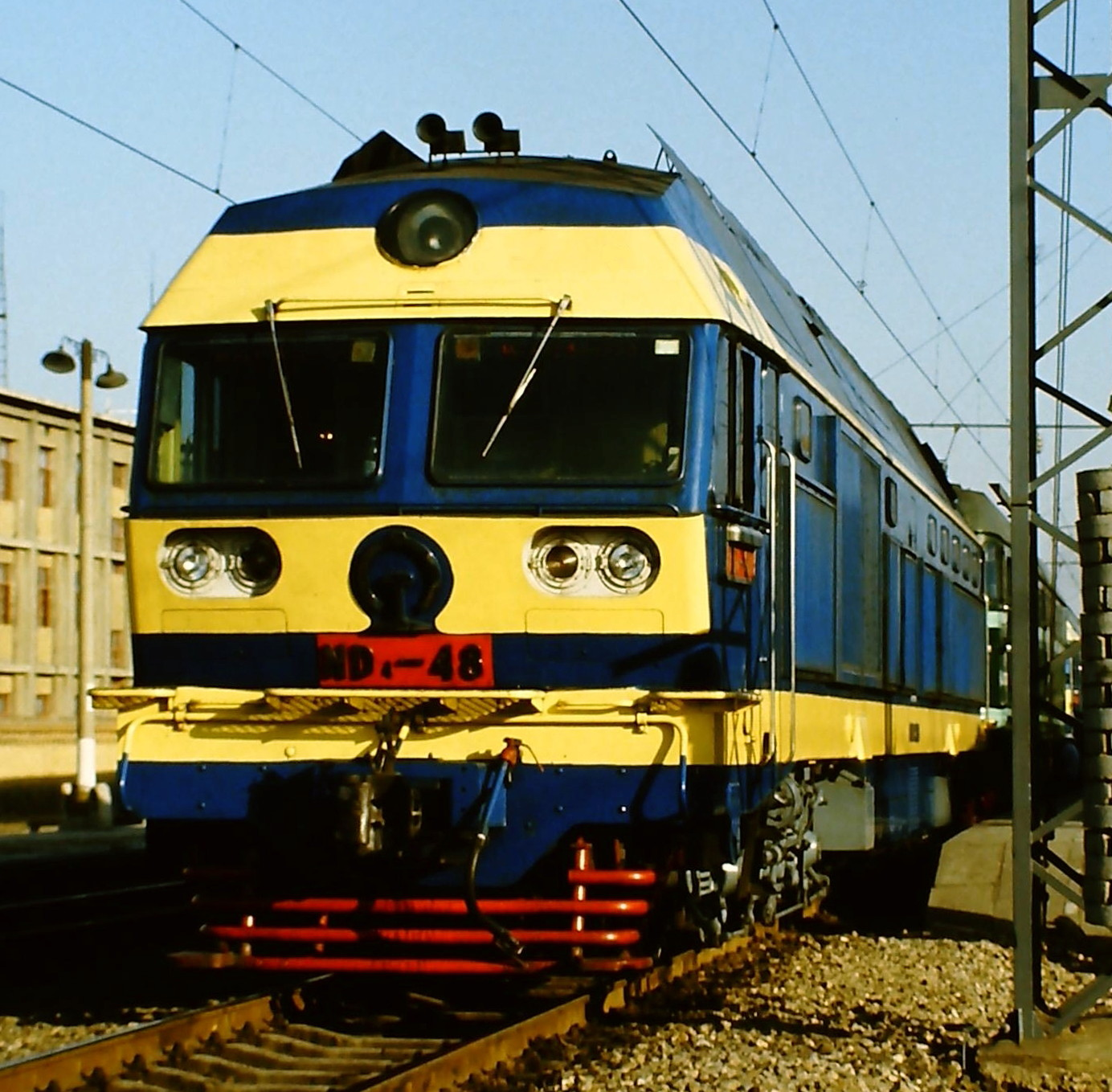
Chinese ND4diesellocomotief.
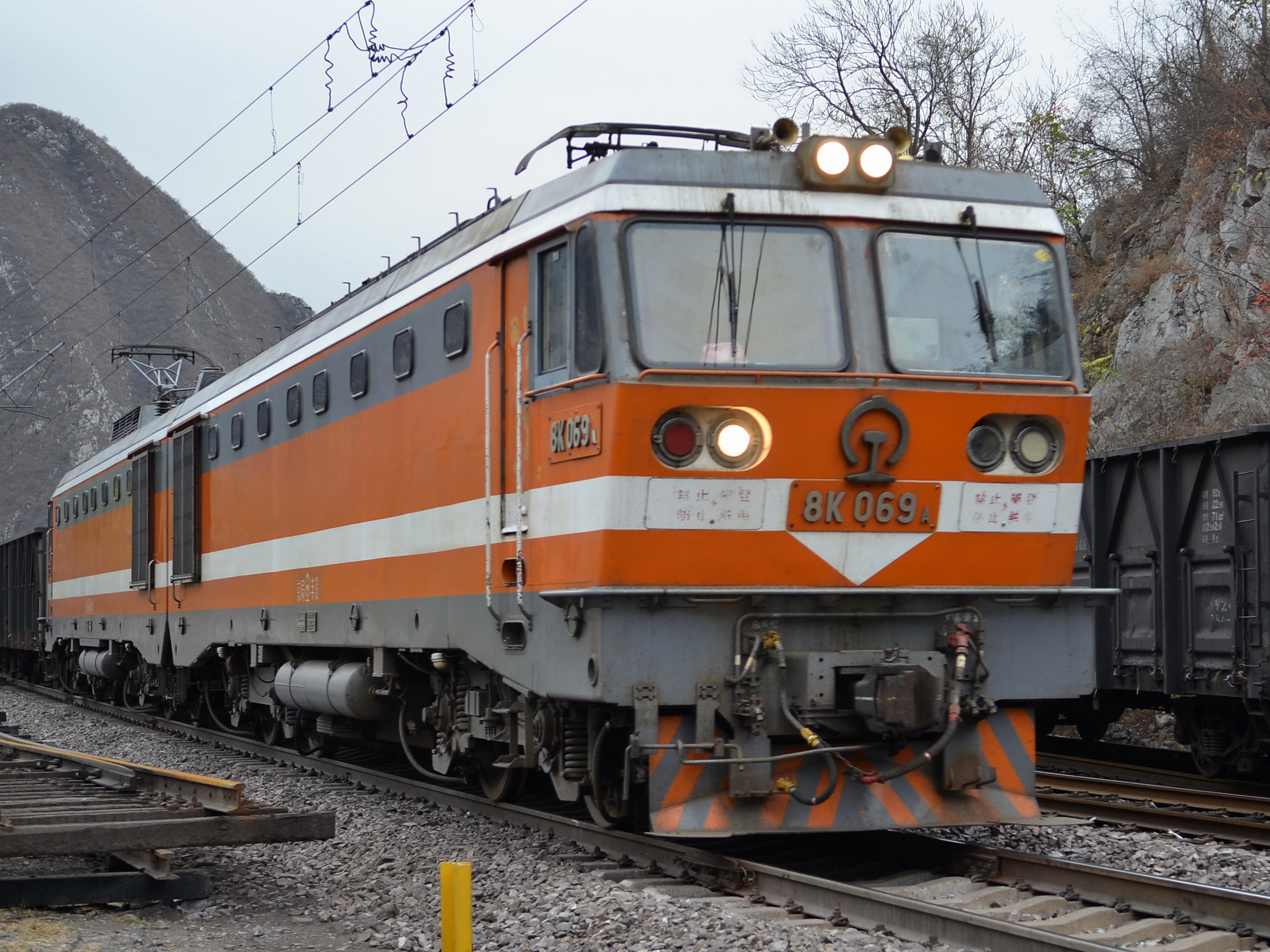
Chinees 8K elektrische locomotief.